# Kaligangsa Wetan
Kaligangsa Wetan is een bestuurslaag in het regentschap Brebes van de provincie Midden-Java, Indonesië. Kaligangsa Wetan telt 5962 inwoners (volkstelling 2010).